# أدونيس جوردان
أدونيس جوردان (بالإنجليزية: Adonis Jordan)‏ مواليد 21 أغسطس 1970 في بروكلين، هو لاعب كرة سلة أمريكي سابق. بدأ مسيرته الاحترافية في سنة 1993. تم اختياره من قبل فريق سياتل سوبرسونيكس خلال الدرافت. يبلغ طوله 5 قدم 11 بوصة (1.8 م). حقق المركز الأول في الألعاب الجامعية الصيفية 1991. اعتزل اللعب في 2010.

## روابط خارجية
- أدونيس جوردان على موقع IMDb (الإنجليزية)
- أدونيس جوردان على موقع إن بي أي (الإنجليزية)
- أدونيس جوردان على موقع سبورتس رفرنس (الإنجليزية)
- أدونيس جوردان على موقع كرة السلة الأوروبية.كوم (الإنجليزية)
- أدونيس جوردان على موقع كلية كرة السلة في سبورتس رفرنس.كوم (الإنجليزية)
- أدونيس جوردان على موقع ريلجم (الإنجليزية)
- أدونيس جوردان على موقع بروبوليرز (الإنجليزية)